# Commanderie de San Giovanni di Pré
La commenderie de San Giovanni di Pré est un complexe de bâtiments médiévaux situé à Gênes, sur la piazza della Commenda, près de la gare Piazza Principe. Le couvent et le xenodochium, un hospice ou une hostellerie qu’avaient fait construire, à partir de 1180, l'ordre canonial régulier du Saint-Sépulcre avant d’être repris par Hospitaliers de l'ordre de Saint-Jean de Jérusalem. Cet ordre religieux militaire qui avait pour tâche d’offrir une aide et un abri aux pèlerins, d’accueillir les voyageurs, les chevaliers et les marchands qui se dirigeaient vers la Terre sainte.
L'ensemble se compose de deux églises catholiques de style roman, superposées, qui constituent l'essentiel du corps architectural, et d'un bâtiment de trois étages, la commanderie, c'est-à-dire le couvent et le xenodochium (salles au rez-de-chaussée), qui remplissait la double fonction de gare maritime sur les routes de la Terre sainte et d'hôpital (xenodochium), d'abord pour les pèlerins et plus tard pour les malades et les indigents de la ville.
Le couvent, l'hôpital et l'église basse, qui abritaient entre 2009 et 2020 le Museoteatro della Commenda, font désormais partie du MEI - Musée national de l'émigration italienne, inauguré le 12 mai 2022,, tandis que l'église haute, dédiée à saint Jean l'Évangéliste, est encore un lieu de culte catholique faisant partie de l'archidiocèse de Gênes.

## Histoire

### Ordre canonial régulier du Saint-Sépulcre

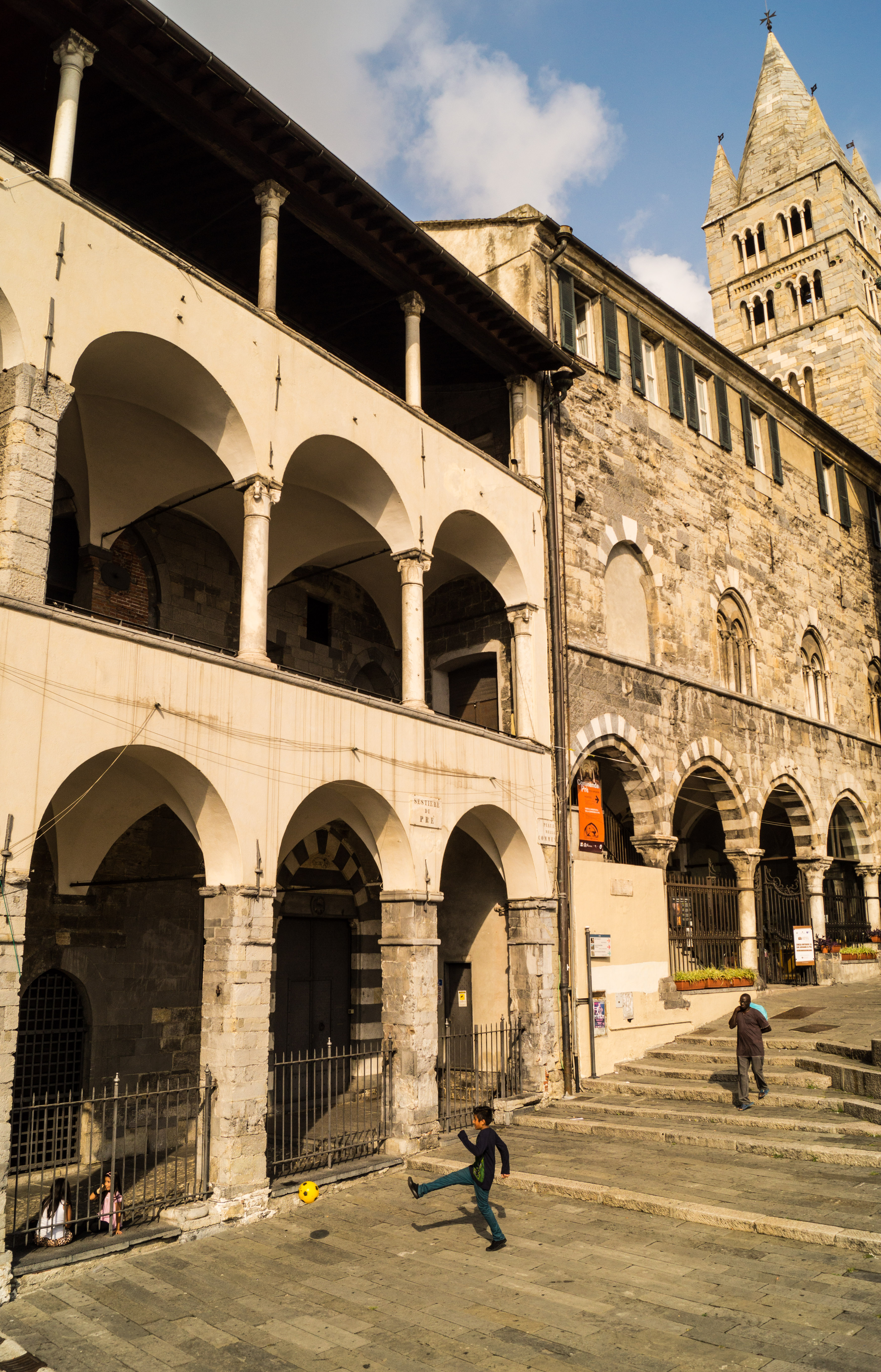
Vue du complexe.

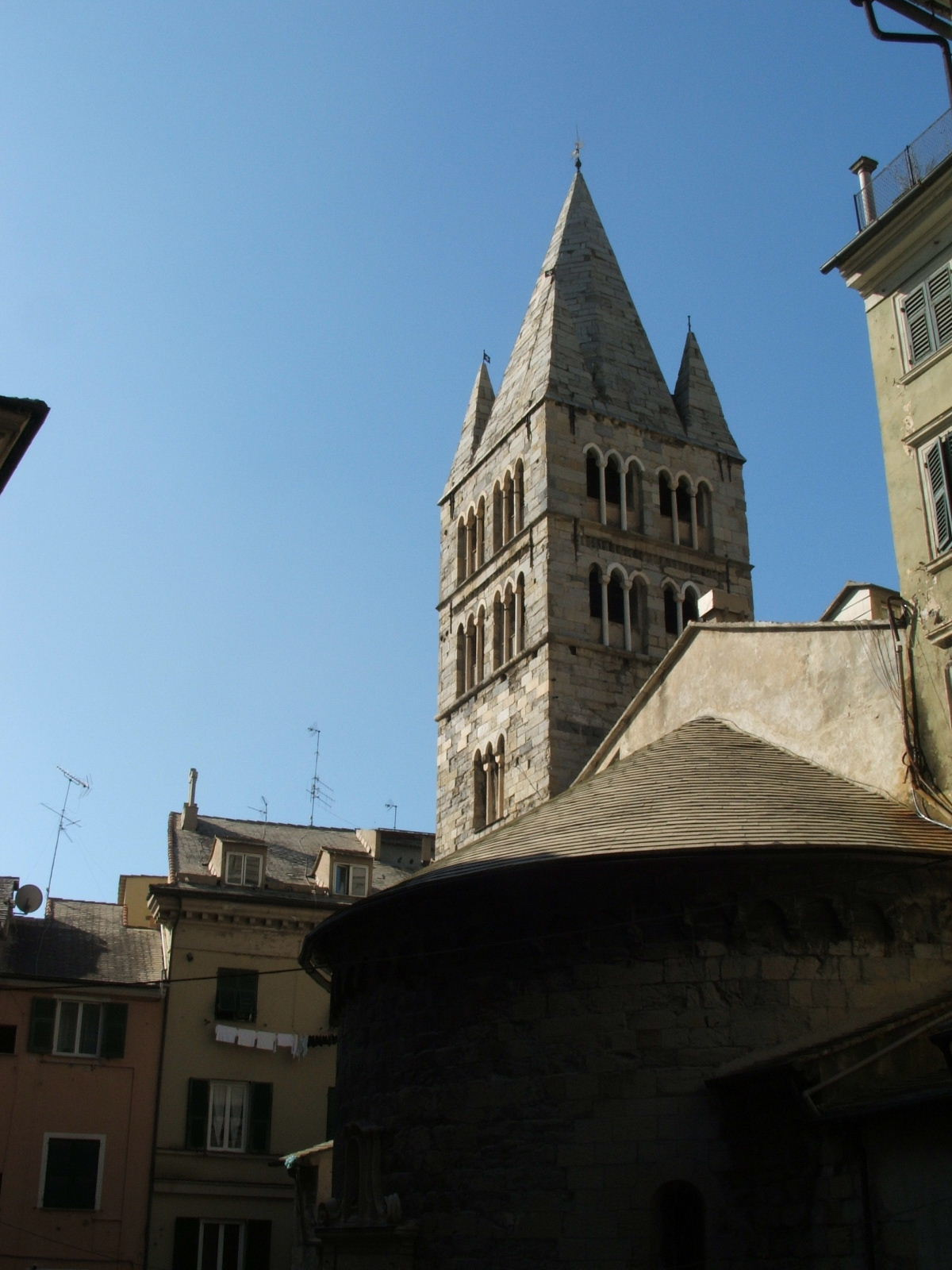
L'abside et le clocher.

Le complexe actuel a été construit à partir de 1180 à l'embouchure du Rio S. Ugo, un petit ruisseau, maintenant entièrement couvert, qui descend de la colline derrière. Dans cette zone, à l'origine donnant directement sur la mer, il y avait auparavant une église dédiée au Saint-Sépulcre, construite selon certaines sources en 636, bien que la première attestation documentée remonte à 1098, lorsque les prétendues cendres de Jean le Baptiste ont été déposées ici, transportées à Gênes lors de la première croisade, avant d'être transférés à la cathédrale San Lorenzo. L'église appartenait à l'ordre canonial régulier du Saint-Sépulcre ; avec la chute du royaume chrétien de Jérusalem, l'Ordre fut dispersé et ses propriétés en Italie passèrent aux Hospitaliers de l'ordre de Saint-Jean de Jérusalem.

### Ordre de Saint-Jean de Jérusalem
La fondation du complexe est due à Guglielmo di Voltaggio (commandeur de l'ordre de Saint-Jean de Jérusalem),. Le complexe était principalement utilisé comme refuge pour les pèlerins se dirigeant vers la Terre sainte, à l'époque des croisades (en fait, la troisième croisade partit de Gênes dans ces années).
Le bâtiment, alors appelé San Giovanni de Capite Arene, au moment de sa construction était situé à l'extérieur des murs de la ville, dans une zone encore peu peuplée, et n'a été inclus dans les murs qu'avec l'agrandissement de ceux-ci au XIVe siècle.
L'hôpital de San Giovanni di Pré fut tout au long du Moyen Âge un point de contact important entre les routes terrestres du nord de l'Italie et plus généralement de toute l'Europe occidentale et les routes qui menaient de Gênes à tous les ports de la Méditerranée. Pendant des siècles, il a été un point de référence essentiel pour tous ceux, chevaliers, soldats, marchands, ecclésiastiques et pèlerins, qui, pour les raisons les plus diverses, ont voyagé d'ici vers les côtes de l'Afrique du Nord, de l'Asie Mineure et de la Terre sainte.
Les structures architecturales les plus élaborées donnent sur la Piazza della Commenda : les loggias du couvent et le côté sud de l'église dans lequel s'ouvre une série de fenêtres à meneaux. L'église supérieure, sans façade, au Moyen Âge était utilisée à l'usage exclusif des Hospitaliers, qui y pénétraient directement par le sol de la loggia, tandis que l'église inférieure était destinée aux pèlerins et aux habitants, même si à cette époque la région n'était pas encore très développée ; au XVIIIe siècle l'église du haut devient un lieu de culte public et celle du bas devient le siège des confréries. Un tunnel depuis le dortoir au rez-de-chaussée menait directement au débarcadère voisin, afin que les Hospitaliers puissent embarquer directement.
Une plaque commémore le séjour du pape Urbain V du 13 au 20 mai 1367, lors de son voyage de retour d'Avignon. Pendant plus d'un an, entre 1385 et 1386, Urbain VI y séjourne. Ce pontife, qui s'était enfui du château de Nocera, où il était assiégé par les troupes de Charles III, roi de Naples, se réfugia à Gênes emmenant avec lui comme prisonniers quelques cardinaux qui avaient conspiré contre lui, et qui furent exécutés en décembre à la commanderie en 1385 (ou en janvier 1386) et inhumés dans un lieu proche de l'église,. Leurs restes ont été retrouvés en 1829 lors de travaux sur un terrain adjacent au complexe.
À l'origine, l'ensemble formé par l'église basse et l'hôpital portait probablement le nom du saint patron des Hospitaliers, saint Jean-Baptiste, et ce n'est qu'au début du XVIIe siècle qu'apparaît le titre de saint Jean l'Évangéliste, tandis que l'église supérieure s'appelait di Santa Maria.
En raison des lois de suppression des ordres religieux promulguées en 1798 par la République ligurienne, le complexe, à l'exception de l'église supérieure, fut exproprié par le gouvernement et utilisé à diverses fins. En 1834, une partie de l'église inférieure fut louée à la Congrégation des ouvriers évangéliques franconiens. L'église a été consacrée par l'archevêque Salvatore Magnasco le 8 juin 1873.

### Les restaurations
Le complexe, après les récentes restaurations, est presque intact dans son aspect roman, avec la sévérité des murs en pierre noire, son clocher typique, la chaleur des briques, l'élégance des colonnes de marbre et les plafonds en bois peints de motifs géométriques et motifs floraux.
Il a subi une première rénovation en 1508, à l'initiative du commandeur Brasco Salvago, dans la partie conventuelle et une seconde, entre 1721 et 1731, par Gerolamo Basadonne, dans l'église supérieure lorsque l'orientation de l'église a même été inversée, à l'origine orientée vers l'est comme toutes les basiliques antiques. Cette inversion était nécessaire pour créer un accès indépendant de l'extérieur à l'église haute, jusqu'alors réservée aux seuls Hospitaliers et donc accessible uniquement de l'intérieur du couvent.
Diverses restaurations ont été effectuées à plusieurs reprises entre 1870 et 1936, et encore, par la Surintendance du patrimoine architectural et environnemental, dans les années 1960 lorsque la structure a été restaurée dans son style roman d'origine ; cette phase de la restauration a également mis en lumière les fresques et les plafonds en bois.
Une nouvelle restauration d'ensemble a eu lieu en 1992 à l'occasion du 500e anniversaire de la découverte de l'Amérique, utilisant les salles comme espaces d'expositions historiques.

## Structure

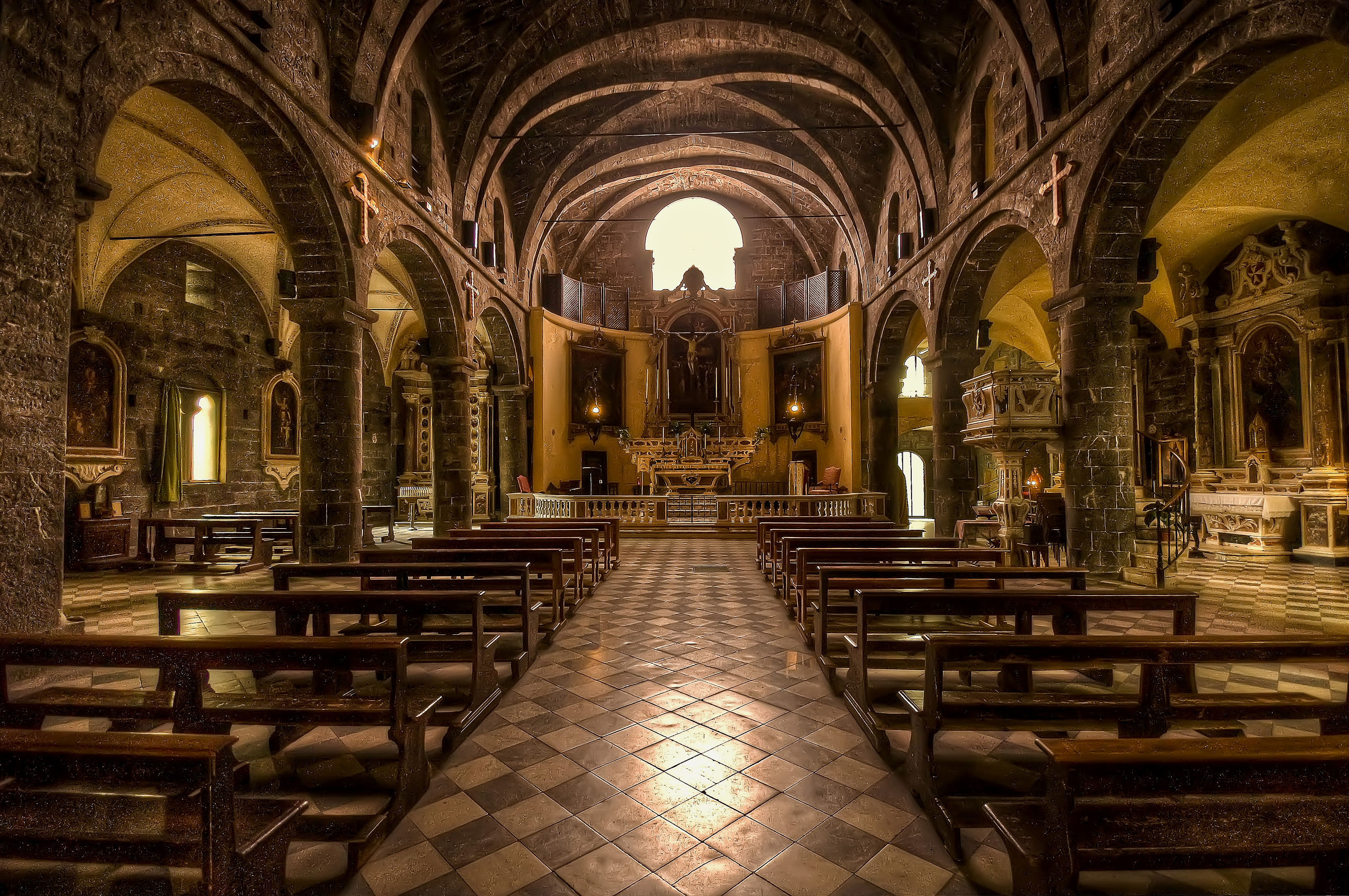
Église supérieure.

### L'église haute
L'église est accessible par le versant voisin de San Giovanni, entrée obtenue au centre de l'ancienne abside en 1731 lorsque l'église, jusqu'alors réservée à l'usage exclusif des Hospitaliers, était ouverte au culte public. Avec l'opération menée par Basadonne les espaces intérieurs furent inversés entraînant la suppression de la première travée et donc la construction d'une nouvelle abside à l'opposé de la nef centrale.
La structure a trois nefs avec une voûte croisée en pierre noire, soutenue par de puissantes nervures et des colonnes massives et considérée comme l'une des plus grandes voûtes en pierre parmi les églises européennes.

### L'église basse

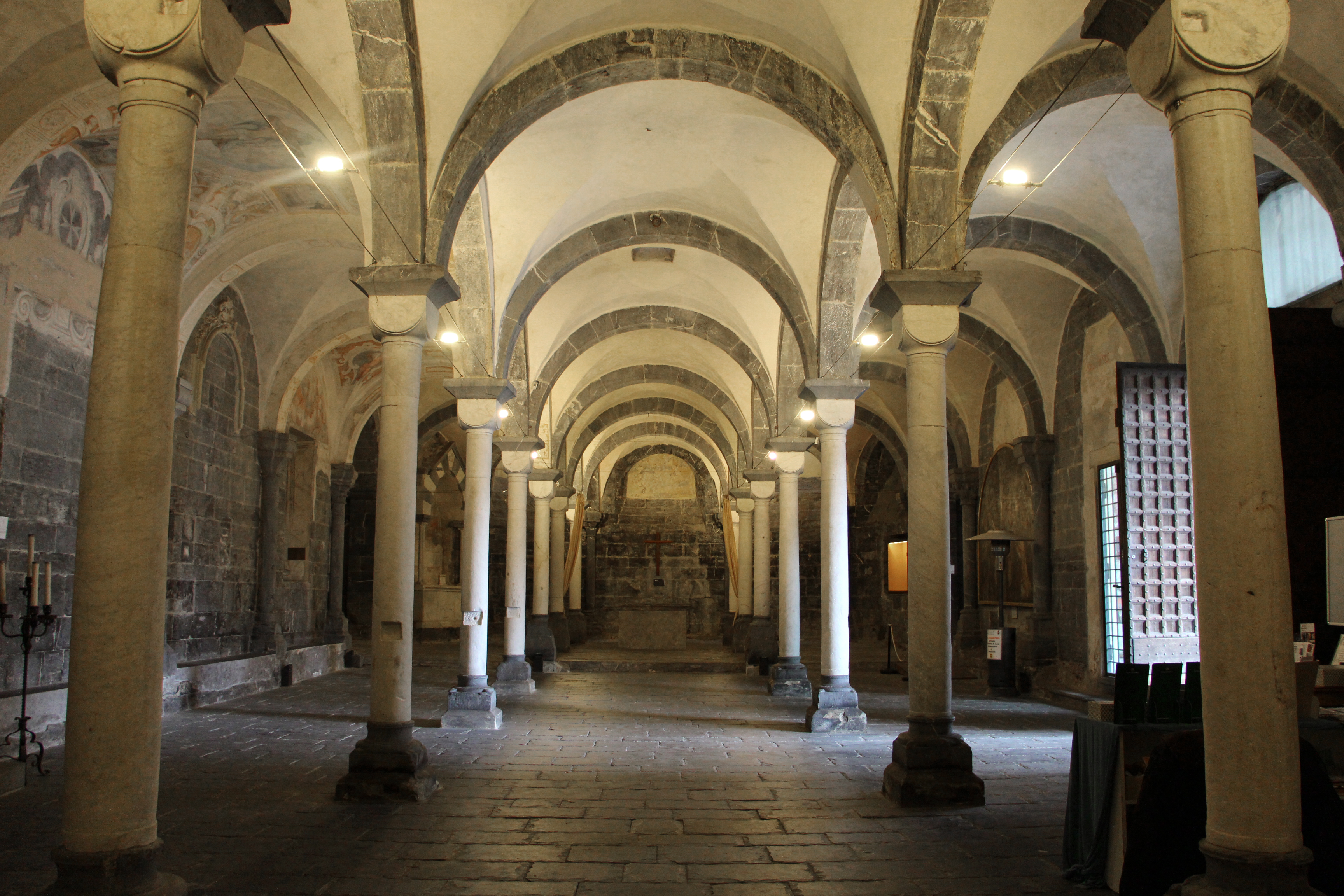
Église basse.

L'église inférieure est accessible latéralement par un portail ouvert dans le portique sous le côté droit du complexe. Autrefois espace destiné au culte public, l'église haute possède également trois nefs avec une voûte en croisée d'ogives.
Une restructuration et une conservation des intérieurs ont eu lieu à l'occasion du Jubilé de 2000 où les interventions ont ramené les espaces originels. Parmi les différentes œuvres conservées, il y avait un retable, Docteurs de l'Église, du peintre Pier Francesco Sacchi datable de 1515 ; l'œuvre est aujourd'hui conservée au Musée du Louvre à Paris.
Cette église est dédiée à Saint Hugues Canefro ancien chapelain de la commanderie. Sa tombe est située dans cette église.

### Le clocher

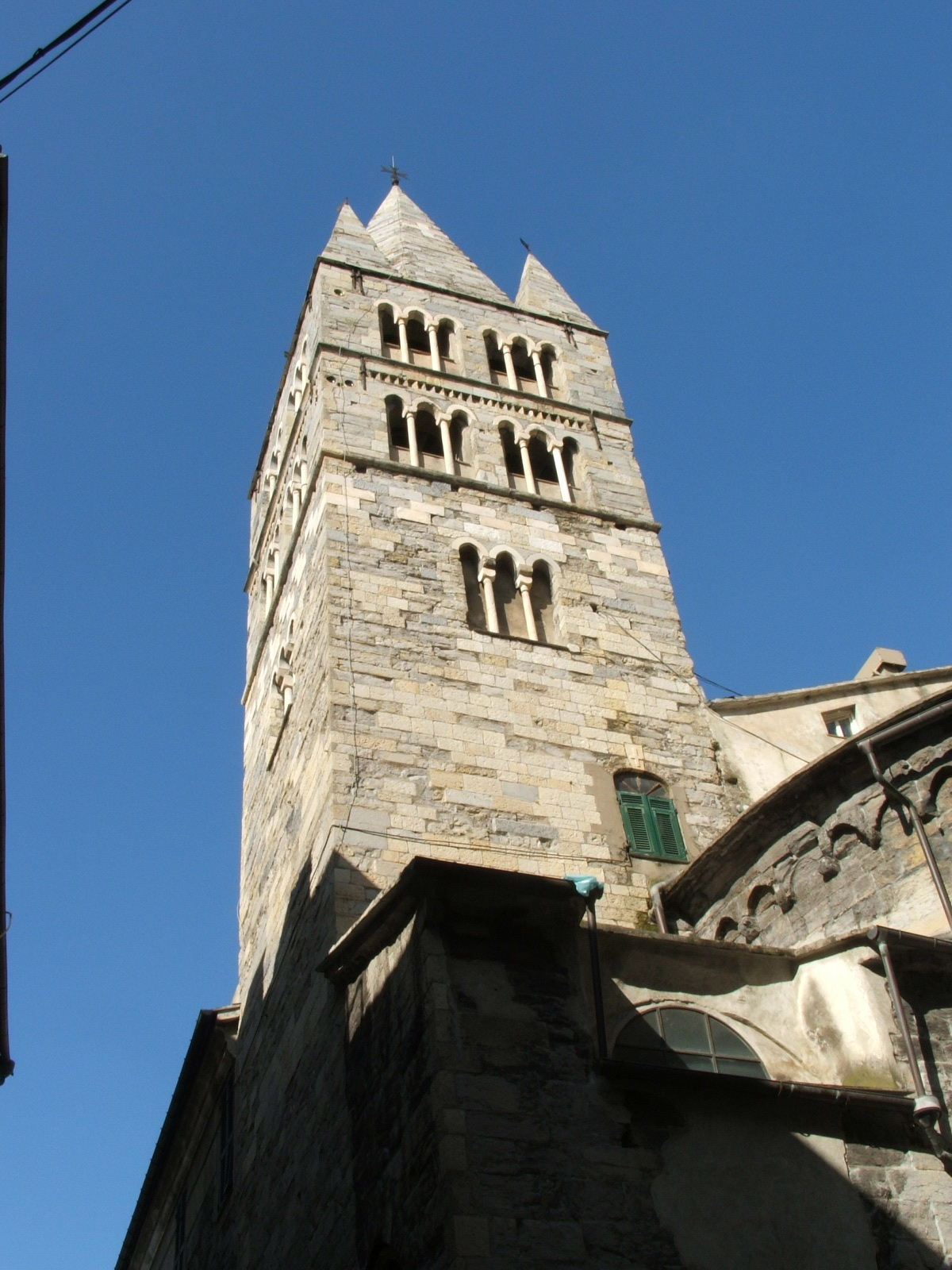
Le clocher.

Le clocher, à base carrée, orné de trois ordres de fenêtres trifores, fut construit en même temps que l'église et au XIIIe ou XIVe siècle il fut complété par la flèche pyramidale à base octogonale, élément typique de l'art roman génois, entouré de quatre pinacles aux angles. Lors des événements de 1746 (occupation de Gênes pendant la guerre de succession d'Autriche) la crête fut gravement endommagée. Une épigraphe à la base du clocher indique la date de début des travaux, 1180, et rappelle Guglielmo, le fondateur du complexe, avec son effigie en bas-relief.

### Les œuvres
Parmi les œuvres picturales conservées dans l'église supérieure se trouvent les peintures, des murs de l'abside, la Vierge avec les saints Jean-Baptiste et Brigitte du peintre Giulio Benso et à gauche la Vierge intronisée avec saint Jean et un autre saint du peintre Bernardo Castello et datable de 1599.
Dans le premier autel de la nef droite se trouve la toile de Carlo Giuseppe Ratti représentant La crèche, dans le second le tableau Sant'Ugo Canefri de Lorenzo De Ferrari datant d'environ 1730 ; à droite dans le chœur le tableau de Lazzaro Tavarone de 1614 représentant Le Baptiste enseignant les disciples, au centre la toile de Giovanni Domenico Cappellino Les fils de Zébédée et à gauche San Leonardo assistant une reine enceinte par le peintre Simone Barabino de 1615.

## Le musée
Depuis le 12 mai 2022, les espaces de la commanderie accueillent le MEI - Musée national de l'émigration italienne, qui fait partie du circuit Mu.MA - Istituzione Musei del Mare e delle Migrazioni, créé en 2005, qui comprend également le Galata - Museo del mare, le musée naval de Pegli et le complexe monumental de la Lanterna,.
Le musée de l'émigration comprend également l'exposition Mémoire et Migration, consacrée à l'émigration italienne, inaugurée au Galata - Museo del Mare en 2011 : cette exposition va des immigrés italiens qui se sont embarqués à Gênes dès le milieu du XIXe siècle aux États-Unis ou en Argentine à ceux qui ont déménagé en Europe du Nord après la Seconde Guerre mondiale. Une attention particulière est également portée aux migrations internes, du sud vers le nord et des campagnes vers les villes,.
La commanderie abritait auparavant le Museoteatro della Commenda di Pré, entre mai 2009 et le 6 janvier 2020, date à laquelle il a été fermé pour permettre l'installation du Musée national de l'émigration italienne.